# Jame Elora
Jame Elora so večverski v skalo vklesan jamski kompleks z napisi iz obdobja 6. stoletja našega štetja naprej v okrožju Sambhadžinagar v Maharaštri v Indiji. Na tem mestu je več kot 100 jam, vse izkopane v bazaltnih pečinah v hribih Čaranandri, od katerih jih je 34 odprtih za javnost. Te sestavljajo 17 hindujskih (jame 13–29), 12 budističnih (jame 1–12) in 5 džainističnih (jame 30–34) jam. Vsaka skupina predstavlja božanstva in mitologije, razširjene v 1. tisočletju našega štetja, kot tudi samostane vsake posamezne religije. Zgrajene so bile blizu drug druge in ponazarjajo versko harmonijo, ki je obstajala v starodavni Indiji. Zaradi svoje izjemne arhitekture starodavne Indije so bile jame Elora leta 1983 vpisane na Unescov seznam svetovne dediščine.
Vsi spomeniki v Elori so bili zgrajeni v obdobju Satavahana, ki je sestavljala del vedske dinastije in veliko kasneje so bile imenovane budistične jame in džainistične jame.
Čeprav so jame služile kot templji in počivališča za romarje, je mesto na starodavni južnoazijski trgovski poti naredilo tudi pomembno trgovsko središče v Dekanski regiji.
Jame Elora so 29 kilometrov severozahodno od Aurangabada in približno 300 kilometrov vzhodno-severovzhodno od Mumbaja. Danes so jame Elora, skupaj z bližnjimi jamami Adžanta, glavna turistična atrakcija v regiji Marathvada v Maharaštri in so zaščiteni spomenik v okviru Arheološkega zavoda Indije (ASI).

## Etimologija
Ellora, imenovana tudi Verul ali Elura, je kratka oblika starodavnega imena Elloorpuram.[10] Starejša oblika imena je bila najdena v starodavnih virih, kot je napis Baroda iz leta 812 n. št., ki omenja »veličino te zgradbe« in da je »to veliko zgradbo na hribu zgradil Krišnaraja v Elapuri, zgradba v napisu je tempelj Kailasa«. V indijski tradiciji je vsaka jama poimenovana in ima pripono Guha (sanskrt), Lena ali Leni (marathi), kar pomeni jama.
Prav tako se domneva, da izhaja iz Ilvalapurama, poimenovanega po asuri Ilvali, ki je vladal tej regiji, ki ga je premagal modrec Agastja.

## Lega
Jame Elora so v zvezni državi Maharaštra približno 29 kilometrov severozahodno od mesta Sambhadži Nagar, 300 kilometrov vzhodno-severovzhodno od Mumbaja, 235 kilometrov od Pune in približno 100 kilometrov zahodno od jam Adžanta, 2,3 kilometra od templja Grišnešvar (Indija).
Elora zavzema razmeroma ravno skalnato območje Zahodnih Gatov, kjer je starodavna vulkanska dejavnost ustvarila večplastne bazaltne formacije, znane kot Deccan Traps. Vulkanska dejavnost, ki je oblikovala proti zahodu obrnjeno pečino, v kateri so jame Elora, se je zgodila v obdobju krede. Nastala navpična ploskev je olajšala dostop do številnih plasti kamnitih formacij, kar je arhitektom omogočilo, da izberejo bazalt s finejšimi zrni za podrobnejše kiparstvo.

## Kronologija
Gradnjo v Elori so preučevali od britanske kolonialne vladavine. Vendar pa je zaradi prekrivajočih se slogov med budističnimi, hindujskimi in džainističnimi jamami težko doseči soglasje glede kronologije njihove gradnje. Spori se na splošno nanašajo na: prvo, ali so bile najprej izklesane budistične ali hindujske jame, in drugo, relativno datiranje jam znotraj določene tradicije. Široko soglasje, ki se je pojavilo, temelji na primerjavi rezbarskih slogov v Elori z drugimi datiranimi jamskimi templji v Dekanski regiji, besedilnih zapisih različnih dinastij in epigrafskih dokazih, najdenih na različnih arheoloških najdiščih blizu Elore in drugod v Maharaštri, Madja Pradešu in Karnataki. Geri Hockfield Malandra in drugi so izjavili, da so imele jame Elora tri pomembna gradbena obdobja: zgodnje hindujsko obdobje (~550 do 600 n. št.), budistično fazo (~ 600 do 730 n. š.) ter poznejšo hindujsko in džainistično obdobje (~730 do 950 n. št.).
Najzgodnejše jame so bile morda zgrajene med dinastijama Traikutaka in Vakataka, pri čemer je slednja znana po tem, da je sponzorirala jame Adžanta. Vendar pa velja za verjetno, da je nekatere od najzgodnejših jam, kot je jama 29 (hindujska), zgradila dinastija Kalačuri, ki jo je navdihnil Šiva, medtem ko je budistične jame zgradila dinastija Čalukja. Kasnejše hindujske jame in zgodnje džainistične jame je zgradila dinastija Raštrakuta, medtem ko je zadnje džainistične jame zgradila dinastija Jadava, ki je sponzorirala tudi druge džainistične jamske templje.

## Hindujski spomeniki: jame 13–29
Hindujske jame so bile zgrajene v obdobju Kalačuri, od sredine 6. stoletja do konca 8. stoletja v dveh fazah. Devet jamskih templjev je bilo izkopanih v začetku 6. stoletja, sledile pa so jim še štiri jame (jame 17–29). Dela so se najprej začela po vrstnem redu v jamah 28, 27 in 19, nato v jamah 29 in 21, ki so bile izkopane sočasno z jamama 20 in 26. Jami 17 in 28 sta se začeli zadnji.
Kasnejše jame, 14, 15 in 16, so bile zgrajene v obdobju Raštrakuta, nekatere pa so datirane med 8. in 10. stoletje. Dela so se najprej začela v jami 14 in 15, pri čemer je jama 16, največji monolit na svetu, zadnja od treh, ki so bile zgrajene. Te jame so bile dokončane v 8. stoletju s podporo kralja Krišne I. 

### Zgodnji hindujski templji: Dhumar Lena, jama 29
Gradnja zgodnjih hindujskih jam se je začela pred budističnimi ali džainističnimi jamami. Te zgodnje jame so bile na splošno posvečene hindujskemu bogu Šivi, čeprav ikonografija kaže, da so obrtniki drugim bogovom in boginjam hinduizma dajali vidno in enako spoštovanje. Skupna značilnost teh jamskih templjev je bil v skalo vklesan linga-joni v jedru svetišča, pri čemer je bil vsak obdan s prostorom za kroženje (parikrama).
Jama 29, imenovana tudi Dhumar Lena, je ena najzgodnejših izkopanin v Elori in med največjimi. Zgradba zgodnjega hindujskega templja v jami s središčem okoli Vale Ganga, naravnega slapa, ki je bil vključen v spomenik. Slap je viden z balkona, vklesanega v skalo na jugu, in je bil opisan kot »pada čez veliko Šivino čelo«, zlasti v monsunski sezoni. Rezbarije v tej jami so večje od naravne velikosti, vendar so po mnenju avtorja Dhavalikarja »debele, čokate z nesorazmernimi okončinami« v primerjavi s tistimi, ki jih najdemo v drugih jamah Elora.

### Tempelj Ramešvar, jama 21
Jama 21, imenovana tudi Ramešvar Lena, je še ena zgodnja izkopanina, katere izgradnja je bila pripisana dinastiji Kalačuri. Jama je bila dokončana pred ustoličenjem dinastije Raštrakuta, ki je nadaljevala s širitvijo jam v Elori.
Čeprav so v jami podobna dela kot v drugih jamah Elora, ima tudi številne edinstvene predmete, kot so tisti, ki prikazujejo zgodbo o zasledovanju boginje Parvati za Šivo. V drugih jamah so našli rezbarije, ki prikazujejo Parvati in Šivo v prostem času, Parvatijino poroko s Šivo, Šivin ples in Kartikejo (Skanda). V jami je tudi velik prikaz Sapta Matrike, sedmih maternih boginj hinduistične tradicije Šakti, ki jih na obeh straneh obdajata Ganeša in Šiva. Znotraj templja so druge boginje, pomembne za tradicijo Šakti, na primer Durga. Vhod v jamo 21 je obdan z velikimi skulpturami boginj Gange in Jamune, ki predstavljata dve glavni himalajski reki in njun pomen za indijsko kulturo.
Jama je postavljena simetrično po principu kvadrata mandapa in ima vdelane geometrijske vzorce, ki se ponavljajo po vsej jami. Šiva lingam v svetišču templja je enako oddaljena od glavnih kipov boginje Gange in Jamune, pri čemer so vsi trije postavljeni v enakostranični trikotnik. Po mnenju Carmel Berkson ta postavitev verjetno simbolizira odnos med Brahmanom in Prakriti, soodvisnost moške in ženske energije, ki je osrednjega pomena za hindujsko teologijo.

### Tempelj Kailāśa: jama 16
Jama 16, znana kot tempelj Kailaša, je posebej opazen jamski tempelj v Indiji zaradi svoje velikosti, arhitekture in tega, da je bil v celoti izklesan iz ene same skale.
Tempelj Kailaša, ki ga je navdihnila gora Kailaš, je posvečen Šivi. Oblikovan je po podobnem modelu kot drugi hindujski templji s prehodom, zborno dvorano, večnadstropnim glavnim templjem, obdanim s številnimi svetišči, razporejenimi po načelu kvadrata, integriranim prostorom za kroženje, garbha-grihja (sanctum sanctorum), kjer prebiva linga-joni in zvonik v obliki gore Kailaš – vse izklesano iz ene skale. Druga svetišča, izklesana iz iste skale, so posvečena Gangi, Jamuni, Sarasvatiju, desetim avatarjem Višnuja, vedskim bogovom in boginjam, vključno z Indro, Agni, Vaju, Surdžo in Ušo, pa tudi nevedskim božanstvom, kot sta Ganeša, Ardhanarišvara (polovica Šiva, pol Parvati), Harihara (pol Šiva, pol Višnu), Anapurna, Durga in drugi. V kletni etaži templja so številna dela Šaiva, Vaišnava in Šakti; pomemben niz rezbarij vključuje dvanajst epizod iz otroštva Krišne, pomemben element vaišnavizma.
Struktura je prostostoječ tempeljski kompleks na več ravneh, ki pokriva površino dvakrat večjo od Partenona v Atenah. Ocenjuje se, da so umetniki za izkopavanje templja odstranili 84.950 kamna, težkega približno 200.000 ton.
Gradnja templja je bila pripisana kralju Raštrakuta Krišni I. (vladal 756–773 n. št.), vendar so bili opaženi tudi elementi arhitekture Palava. Dimenzije dvorišča so 82 metrov krat 46 metrov v dnu in 30 metrov visoko. Vhod ima nizek gopuram. Osrednje svetišče, v katerem je lingam, ima mandapo z ravno streho, ki jo podpira 16 stebrov, in dravidsko šikhara. Podoba Šivine gore Nandi (svetega bika) stoji na verandi pred templjem. Na dveh stenah v glavnem templju sta niza rezbarij, ki prikazujejo Mahabharato na severni strani in Ramajano na južni strani.
Tempelj Kailaša velja za zelo opazen primer gradnje templjev iz 1. tisočletja indijske zgodovine in ga je Carmel Berkson poimenoval »čudo sveta« med vklesanimi spomeniki.

### Dašavatara: Jama 15
Tempelj Dašavatara ali jama 15 je še eno pomembno izkopavanje, ki je bilo dokončano nekje po jami 14 (Ravan ki Khai, hindujsko). Jama 15 ima celice in načrt postavitve, ki sta podobna budističnima jamama 11 in 12, kar nakazuje, da je bila ta jama namenjena budistični jami; vendar je prisotnost nebudističnih elementov, kot je Nrtya Mandapa (indijski klasični plesni paviljon) na njegovem vhodu, kazala drugače. Po mnenju Jamesa Harlea so bile hindujske podobe najdene v budistični jami 11, medtem ko so bila številna hindujska božanstva vključena v budistične jame v regiji. To prekrivanje v različnih zasnovah med budističnimi in hindujskimi jamami je lahko posledica tega, da so na lokacijah delali isti arhitekti in delavci, ali pa je bila morda načrtovana budistična jama prilagojena v hindujski spomenik.
Po Geriju Malandri so bile vse budistične jame v Elori vdor v kraj, ki je že bil uveljavljena brahmanska Tirtha (hindujsko romarsko mesto) in ne obratno. Nadalje, glede na to, da so bile tako hindujske kot budistične jame večinoma anonimne in za budistične jame Elora niso odkrili nobenih donatorskih napisov razen tistih hindujskih dinastij, ki so jih zgradile, je prvotni namen in narava teh jamskih templjev špekulativna.
Hindujski tempelj v jami 15 ima odprto dvorišče s prostostoječo monolitno mandapo na sredini in dvonadstropnim izkopanim templjem na zadnji strani. Velike kiparske plošče med stebri v zgornjem nadstropju ponazarjajo široko paleto tem, vključno z desetimi avatarji Višnuja. Na zadnji steni sprednje mandape je napis Dantidurga, ključnega pomena za določitev starosti templja. Po Coomaraswamyju je najboljši relief te jame tisti, ki prikazuje smrt Hiranjakašipuja, kjer Višnu v obliki človeka-leva (Narasimha) izstopi iz stebra, da bi položil usodno roko na njegovo ramo. To je skulptura iz dinastije Rastrakoot. Drugi reliefi v jami 15 vključujejo Gangadharo, poroko Šive in Parvati, Tripurantiko tradicije Šakti, Markendeja, Garuda, vidike življenja, Nandi v mandapi, plešočega Šivo, Andhakasura, Govardhanadhari, Gadžendravarada in druge. Plošče so razporejene v diade, kar Carmel Berkson trdi, da se med seboj krepijo s prikazovanjem »kooperativne, a tudi antagonistične energije« z vzajemnim prenosom moči.

### Druge hindujske jame
Druge pomembne hindujske jame so Ravan ki Khai (jama 14) in Nilkantha (jama 22), obe pa hranita številne skulpture, zlasti jama 25 ima vklesan Surja v stropu.

## Budistični spomeniki: jame 1–12
Te jame so na južni strani in so bile zgrajene med letoma 630 in 700 n. št. ali 600–730. Sprva se je mislilo, da so bile budistične jame najzgodnejše strukture, ki so nastale med 5. in 8. stoletjem, z jamami 1–5 v prvi fazi (400–600) in 6–12 v kasnejši fazi (650–750), vendar sodobni učenjaki zdaj menijo, da je bila gradnja hindujskih jam pred budističnimi jamami. Najzgodnejša budistična jama je jama 6, nato 5, 2, 3, 5 (desno krilo), 4, 7, 8, 10 in 9 z jamo 11 in 12, znano tudi kot Do Thal oziroma Tin Thal, koz zadnji.
Enajst od dvanajstih budističnih jam sestavljajo vihare ali samostani z molitvenimi dvoranami: velike, večnadstropne zgradbe, vklesane v steno gore, vključno z bivalnimi prostori, spalnimi prostori, kuhinjami in drugimi prostori. V samostanskih jamah so svetišča, vključno z rezbarijami Gautame Bude, bodhisatve in svetnikov. V nekaterih od teh jam so si kiparji prizadevali kamnu dati videz lesa.
Jame 5, 10, 11 in 12 so arhitekturno pomembne budistične jame. Jama 5 je edinstvena med jamami Elora, saj je bila zasnovana kot dvorana s parom vzporednih klopi v obednici v sredini in kipom Bude zadaj. Ta jama in jama 11 v jamah Kanheri sta edini tako urejeni budistični jami v Indiji. Jame od 1 do 9 so vse samostani, medtem ko je jama 10, jama Vīśvakarmā, glavna budistična molilnica.
Jami 11 in 12 sta trinadstropni mahajanski samostanski jami z idoli, mandalami, vklesanimi v stene, in številnimi boginjami ter ikonografijo, povezano z bodhisatvami, ki pripada vadžrajanskemu budizmu. To so prepričljivi dokazi, ki nakazujejo, da so se ideje budizma o vadžrajani in tantri dobro uveljavile v južni Aziji v 8. stoletju našega štetja.

## Jama Vishvakarma
Med budističnimi jamami je opazna jama 10, dvorana za čaščenje čaitja, imenovana jama Višvakarma, zgrajena okoli leta 650 n. št. Znana je tudi kot »Tesarska jama«, ker je skala dobila zaključek, ki ima videz lesenih tramov. Za njenim večnadstropnim vhodom je katedrali podobna dvorana, znana tudi kot čaitja-griha (molitvena hiša). V središču te jame je 15-metrski kip Bude, ki sedi v pridigarski pozi.
Jama 10 združuje viharo s kapeli podobno bogoslužno dvorano, ki ima osem pomožnih celic, štiri v zadnji steni in štiri v desni, kot tudi portik spredaj. Je edina posvečena čaitja griha med budističnimi jamami in je zgrajena po podobnih linijah kot jami 19 in 26 v Adžanti. Jama 10 ima tudi gavakšo ali čandrašalo, obokano okno in stransko povezavo z jamo 9 v Elori.
Glavna dvorana jame Visvakarma je v tlorisu apsidalna in je razdeljena na osrednjo in stranske ladje z 28 osmerokotnimi stebri s kapiteli. V apsidalnem koncu dvorane čaitja je stupa, na sprednji strani katere je ogromen visoko sedeči Buda v vjakhjana mudri (drža poučevanja). Na njegovem hrbtu je izrezljano veliko drevo Bodhi. Dvorana ima obokano streho, v kateri so v skalo vklesana rebra (znana kot triforij), ki posnemajo lesena. Frizi nad stebri so kraljice Naga, obsežna reliefna umetnina pa prikazuje like, kot so zabavljači, plesalci in glasbeniki.
Sprednji del molitvene dvorane je v skalo vklesano dvorišče, v katerega se vstopa po stopnicah. Vhod v jamo ima izrezljano pročelje, okrašeno s številnimi indijskimi motivi, vključno z apsarami in meditacijskimi menihi. Na obeh straneh zgornjega nivoja so stebri s stebri in majhnimi prostori v njihovih zadnjih stenah. Veranda čaitja s stebri ima majhno svetišče na obeh koncih in eno celico na skrajnem koncu zadnje stene. Stebri hodnika imajo masivne kvadratne preklade in kapitele ghata-palava (vaza in listje). Na različnih nivojih jame 10 so tudi idoli moških in ženskih božanstev, kot so Maitreja, Tara, Avalokitešvara (Vadžradhamma), Mandžusri, Bhrkuti in Mahamajuri, izklesani v slogu dinastije Pala, najdeni v vzhodnih regijah Indije. V tej jami je mogoče v različnih delih najti tudi nekatere južne indijske vplive.

## Džainistični spomeniki: jame 30–34
Na severnem koncu Elore je pet džainističnih jam, ki pripadajo sekti Digambara in so bile izkopane v 9. in zgodnjem 10. stoletju. Te jame so manjše od budističnih in hindujskih jam, vendar imajo kljub temu zelo podrobne rezbarije. Te in hindujske jame iz poznejšega obdobja so bile zgrajene v podobnem času in si delijo arhitekturne in devocijske ideje, kot so veranda s stebri, simetrična mandapa in puja (čaščenje). Vendar je za razliko od hindujskih templjev poudarek na upodobitvi štiriindvajsetih Džin (duhovnih zmagovalcev, ki so se osvobodili iz neskončnega cikla ponovnih rojstev). Poleg teh Džinov dela v džainističnih templjih vključujejo rezbarije bogov in boginj, jakse (moškega naravnega božanstva), jaksi (ženskega naravnega božanstva) in človeških bhakt, ki prevladujejo v džainistični mitologiji 1. tisočletja našega štetja.
Po mnenju Joseja Pereire je bilo teh pet jam pravzaprav 23 različnih izkopanin v različnih obdobjih. 13 od teh je v Indra Sabhi, 6 v Džagannatha Sabhi in počiva v Čhota Kailašu. Pareira je uporabil številne vire, da je sklenil, da so se džainistične jame v Elori verjetno začele v poznem 8. stoletju, gradnja in izkopavanja pa so se razširila po 10. stoletju in v 13. stoletje, preden se je ustavila invazija Delhijskega sultanata na regijo. To dokazujejo votivni napisi iz leta 1235 n. št., kjer darovalec navaja, da je »pretvoril Čaranadri v sveto tirto« za Džainse, tako da je podaril izkopanine gosposkih Džinov.
Posebno pomembna džainistična svetišča so Čhota Kailaš (jama 30, 4 izkopanine), Indra Sabha (jama 32, 13 izkopanine) in Džagannath Sabha (jama 33, 4 izkopine); jama 31 je nedokončana dvorana s štirimi stebri in svetišče. Jama 34 je majhna jama, do katere pridemo skozi odprtino na levi strani jame 33.
Džainistične jame vsebujejo nekaj najzgodnejših podob Samavasarane med svojimi pobožnimi rezbarijami. Samavasarana je še posebej pomembna za džainiste, ker je dvorana, kjer Tirthankara pridiga po tem, ko je dosegel Kevala Džnana (osvobajajočo vsevednost). Druga zanimiva značilnost, ki jo najdemo v teh jamah, je združevanje svetih figur v džainizmu, posebej Parsvanatha in Bahubali, ki se pojavita 19-krat. Druga pomembna umetniška dela so dela božanstev Sarasvati, Šri, Saudharmendra, Sarvanubhuti, Gomukha, Ambika, Cakresvari, Padmavati, Ksetrapala in Hanuman.

### Čhota Kailaša: Jama 30
Čhota Kailaša ali mala Kailaša je tako imenovana zaradi podobnosti rezbarij s tistimi v templju Kailaša. Ta tempelj je bil verjetno zgrajen v zgodnjem 9. stoletju, sočasno z gradnjo nižje ravni Indra Sabhe, nekaj desetletij po dokončanju templja Kailaša. Ima dva večja reliefa plešoče Indre v naravni velikosti, enega z osmimi rokami in drugega z dvanajstimi, oba okrašena z okraski in krono; Indrine roke so prikazane v različnih mudrah, ki spominjajo na umetnine plešočega Šive, najdene v bližnjih hindujskih jamah. Vendar ima ikonografija več razlik, ki kažejo, da ta jama prikazuje plešočega Indro in ne plešočega Šive. Indra plošče na vhodu prikazujejo tudi druga božanstva, nebesnike, glasbenike in plesalce.
Umetnostna zgodovinarka Lisa Owen je postavila vprašanje, ali sta bila glasba in ples del džainizma 9. stoletja, glede na to, da se džainska teologija osredotoča na meditativni asketizem. Rajan je na primer predlagal, da je bila jama 30. maja prvotno hindujski spomenik, ki so ga kasneje spremenili v džainistični tempelj. Vendar pa Owenova predlaga, da je praznovanja polno umetniško delo v tem templju bolje razumeti kot del doktrine Samavasarane v džainizmu.
Prekrivanje med džainistično in hindujsko mitologijo je povzročilo zmedo, glede na to, da tretja knjiga hindujske Mahabharate opisuje Indrovo bivališče kot bivališče, polno različnih junakov, kurtizan in rokodelcev, v okolju, podobnem raju. Te podobe se ponavljajo v celotni jami 30, podobno kot v hindujskih jamah, kar določa kontekst templja. Vendar pa je simbolika bližje središču templja bolj usklajena z osrednjimi idejami džainizma; večja razširjenost meditacijskih podob in Džinov – kraj, kjer bi džainistični bhakta izvajal svojo obredno abhišeko (čaščenje).

### Indra Sabha: jama 32
Indra Sabha (jama 32), izkopana v 9. stoletju, je dvonadstropna jama z monolitnim svetiščem na dvorišču. Zgodovinarji iz 19. stoletja so džainistične jakse zamenjali za alternativne podobe Indre, ki so jih našli v budističnih in hindujskih umetninah, zaradi česar so templju dali napačno ime Indra Sabha. Indra je pomembno božanstvo v vseh treh večjih religijah, vendar je še posebej pomemben v džainizmu, saj ni samo eno od 64 božanstev, ki kraljujejo nebesom, ampak je natančneje kralj prvih džainističnih nebes, Saudharmakalpa in glavni arhitekt nebesne zborne dvorane po Adipurani, džainskem svetem besedilu.
Džainistični tempelj Indra Sabha je zgodovinsko pomemben, saj vsebuje dokaze o dejavnem čaščenju džainistične skupnosti v obliki večplastnih ostalin in besedilnih zapisov. Zlasti je bilo znano, da so obredi potekali v zgornjem nivoju, kjer so umetnine morda igrale osrednjo vlogo.
Kot pri mnogih jamah v Elori tudi ta tempelj krasijo številne rezbarije, na primer lotosov cvet na stropu. Na zgornjem nivoju svetišča, izkopanem na zadnji strani dvorišča, je podoba Ambike, jakšini Neminatha, ki sedi na svojem levu pod drevesom manga, obloženem s sadjem. Središče svetišča predstavlja Sarvatobhadra, kjer so štirje Tirthankare džainizma – Ršibha (1.), Neminatha (22.), Parsvanatha (23.) in Mahavira (24.) poravnani s kardinalnimi smermi in tvorijo kraj čaščenja za bhakte.
- Dovršena rezbarija na vhodu v jamo
- Slika
- stensko slikarstvo
- Boginja Sidaika
- Matanga Jakša

## Napisi Elora
Več napisov v Ellori je iz 6. stoletja dalje, najbolj znan med njimi je napis Raštrakuta Dantidurga (okoli 753–757 n. št.) na zadnji steni sprednje mandape jame 15, ki navaja, da je molil v tem templju. Džagannatha Sabha, džain jama 33, ima 3 napise z imeni menihov in darovalcev, medtem ko ima tempelj Paršvanath na hribu napis iz leta 1247 n. št. z imenom darovalca iz Vardhanapura.
Veliki tempelj Kailaša (jama 16) se pripisuje Krišni I. (okoli 757–783 n. št.), nasledniku in stricu Dantidurge. Napis na bakreni plošči, najden v Barodi v Gudžaratu, navaja, da je Krišnaraja na hribu zgradil veliko stavbo v Elapuri (Ellora):
... so na hribu v Elapuri zgradili tempelj s čudovito zgradbo, ko so ga najboljši nesmrtniki, ki se gibljejo v nebesnih avtomobilih, začudili in rekli: »Ta Šivin tempelj je samoobstoječ; v stvari, ki jih je naredila umetnost, take lepote ni videti (...) Arhitekt graditelj katere (...) je bil sam nenadoma osupel in rekel: Oh, kako sem to zgradil!«— Karkaraja II bakren napis, 812 

## V popularni kulturi
Slavni bengalski filmski ustvarjalec (in avtor) Satyajit Ray je leta 1974 napisal kriminalni triler Kailashey Kelenkari, ki prikazuje izmišljenega detektiva Feludo. V romanu Feluda odpotuje v jame Elora, da bi odkril tihotapski lopar, ki vključuje nezakonito trgovino z zgodovinskimi artefakti iz indijskih templjev, vključno z največjo jamo v Elori, templjem Kailaša. Satyajitov sin Sandip Ray je roman leta 2007 priredil v istoimenski film.

## V umetnosti in literaturi
Fisher's Drawing Room Scrap Book, 1832 vsebuje ploščo 'Skeletna skupina v Ramedwurju, jamah Elore, ki naj bi predstavljala poroko Šive in Parvati' avtorja Georgea Cattermola, ki jo je vgraviral W. Kelsall, ki jo spremlja poetična ilustracija Letitie Elizabeth Landon parafrazirano iz prevoda iz Siva-Poorauna. To je iz jame 21.